# Pataki Zsolt (labdarúgó)
Pataki Zsolt (Debrecen, 1995. április 13. –) magyar középhátvéd, jelenleg a Békéscsaba 1912 Előre játékosa.

## Pályafutása

### Klubcsapatban
2011-ben a Debreceni VSC U19-es csapatából Olaszországba szerződött. Másfél évig szerepelt Parma FC primavera-együttesében, valamint az olasz harmadik osztályt is megjárta. 2014-ben a téli felkészüléskor csatlakozott az NB II-es Békéscsaba 1912 Előre csapatához.

### A válogatottban
2009-ben a XXXI. Jonatán Kupán az U15-ös korosztályban húzta magára először a címeres mezt és tagja volt a 4-0-s győzelmet arató utánpótlás csapatnak a román U16-os Viorel Mateianu ellen, majd a válogatottal meg is nyerték a tornát. 2011-ben stabil embernek számított Pisont István szövetségi edző U16-os és U17-es válogatottjában, hiszen a középhátvéd a 24 csapatos Ciocara nemzetközi tornán a magyar együttes mindhárom csoportmérkőzésén végig pályán volt, sőt a nyitó mérkőzésen góllal is hozzájárult a sikerhez. 2013-ban tagja volt a hazai rendezésű U19-es Európa-bajnokságra készülő, Mészöly Géza által irányított labdarúgó-válogatott keretének.

## Sikerei, díjai
U15 Magyarország
- 2009 - XXXI. Jonatán Kupa 1. hely

U17 Magyarország
- 2011 - Syrenka Kupa 4. hely